# Hans Joachim Bremermann
Hans Joachim Bremermann   (Bremen, 14 de setembre de 1926 - Berkeley, 21 de febrer de 1996) fou un matemàtic i biofísic germano-estatunidenc, conegut especialment per les seves contribucions en informàtica teòrica que el van conduir a formular el límit de Bremermann.
El 1954 es va casar amb la professora de llengua i literatura romànica Maribel López Pérez de Ojeda, natural de Santa Pola, emigrada als Estats Units i titulada a la Universitat Estatal de San Francisco. El matrimoni va durar fins a la mort de Bremermann el 1996.